# Bieszczadzki hymn – Live
Bieszczadzki hymn – Live – drugi koncertowy album grupy muzycznej U Studni wydany w 2022 roku i zarejestrowany podczas VI spotkania muzycznego z Polą U Studni w Bacówce PTTK Jaworcu dnia 14 sierpnia. W skład albumu weszły utwory głównie z dotychczasowego repertuaru zespołu skomponowane przez Dariusza Czarnego do słów Adama Ziemianina, Krzysztofa Cezarego Buszmana i samego kompozytora. Na płycie pojawił się również utwór Aleksandry Kiełb-Szawuły Jeszcze grajmy oraz premierowo w nagraniu albumowym utwór Należyte życie.
Wydanie albumu zbiegło się z dziesiątym jubileuszem funkcjonowania zespołu.

## Twórcy
- Aleksandra Kiełb-Szawuła – śpiew
- Joanna Radzik – skrzypce
- Dariusz Czarny – śpiew, gitary
- Robert Jaskulski – gitara basowa
- Ryszard Żarowski – śpiew, gitary[2]

## Lista utworów
1. Zakamarki
2. Jeszcze grajmy
3. Kałużowo w Nowej Rudzie
4. Rajsko w Krynicy
5. Lubię, gdy
6. Wybacz
7. Coraz bardziej przestraszony
8. Piosenka o rozłące
9. Należyte życie
10. Głos wołającego na pustyni
11. Bieszczadzka łąka
12. Balkonowo w Cisnej
13. Bieszczadzki hymn
14. Niebieski okręt
15. Obyczaj
16. Testament poety
17. Ześrodkowanie
18. Wąwóz naszych czasów
19. Cyrklowo i linijkowo na Zarębku[3]